# Graix
Graix ist eine französische Gemeinde mit 134 Einwohnern (Stand: 1. Januar 2022) im Département Loire in der Region Auvergne-Rhône-Alpes im Kanton Le Pilat (bis 2015: Kanton Bourg-Argental) und Teil des Kommunalverbandes Monts du Pilat. Die Gemeinde gehört zum Regionalen Naturpark Pilat. Die Einwohner werden Grêlans genannt.

## Geographie
Graix liegt etwa 17 Kilometer südöstlich von Saint-Étienne. Umgeben wird Graix von den Nachbargemeinden La Valla-en-Gier im Norden und Nordwesten, Colombier im Osten, Thélis-la-Combe im Süden und Westen sowie Le Bessat im Nordwesten.

## Bevölkerungsentwicklung
| Jahr                       | 1962 | 1968 | 1975 | 1982 | 1990 | 1999 | 2006 | 2017 |
| Einwohner                  | 146  | 138  | 116  | 117  | 131  | 134  | 144  | 146  |
| Quellen: Cassini und INSEE |      |      |      |      |      |      |      |      |

## Sehenswürdigkeiten
- Kirche Saint-Abdon et Saint-Sennen